# Terter (quận)
Terter (tiếng Azerbaijan:Tərtər) là một quận thuộc Azerbaijan. Dân số thời điểm năm 2012 là 92201 người.